# Kosteantînivka, Hornostaiivka
Kosteantînivka (în ucraineană Костянтинівка) este localitatea de reședință a comunei Kosteantînivka din raionul Hornostaiivka, regiunea Herson, Ucraina.

## Demografie
Componența lingvistică a localității Kosteantînivka
     Ucraineană (96,01%)
     Rusă (3,23%)
     Alte limbi (0,76%)
Conform recensământului din 2001, majoritatea populației localității Kosteantînivka era vorbitoare de ucraineană (96,01%), existând în minoritate și vorbitori de rusă (3,23%).